# 高山管鼻蝠
高山管鼻蝠（学名：Murina sp.）为蝙蝠科管鼻蝠屬下的一个种。